# Clemensia albata
Clemensia albata är en fjärilsart som beskrevs av Alpheus Spring Packard 1864. Clemensia albata ingår i släktet Clemensia och familjen björnspinnare. Inga underarter finns listade i Catalogue of Life.